# Platanen-Hahnenfuß
Der Platanen-Hahnenfuß oder auch Platanenblättriger Hahnenfuß (Ranunculus platanifolius) ist eine Pflanzenart aus der Gattung Hahnenfuß (Ranunculus) innerhalb der Familie der Hahnenfußgewächse (Ranunculaceae). Er gedeiht in den Gebirgen Europas.

## Beschreibung

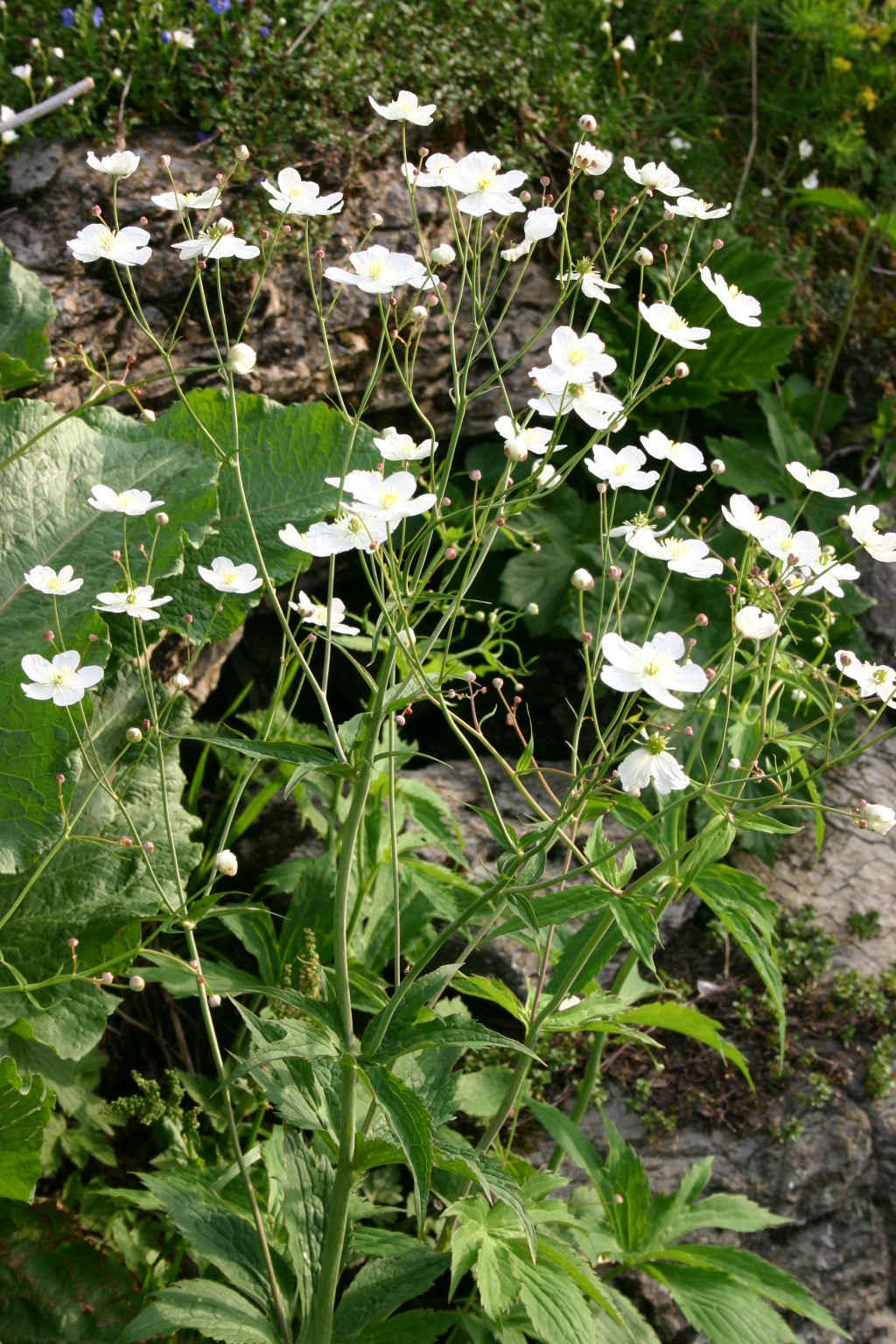
Habitus, Laubblätter und Blütenstand

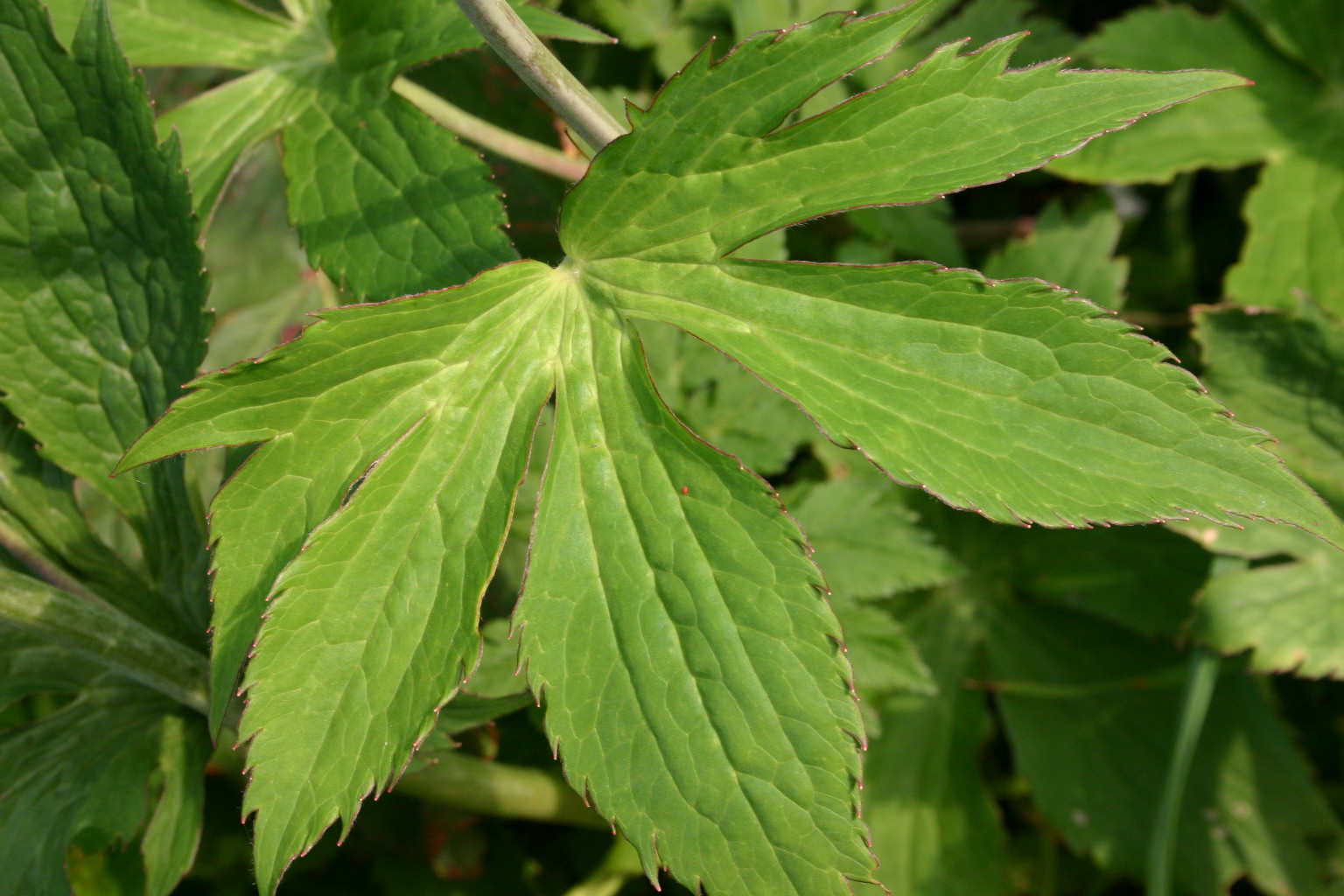
Laubblatt

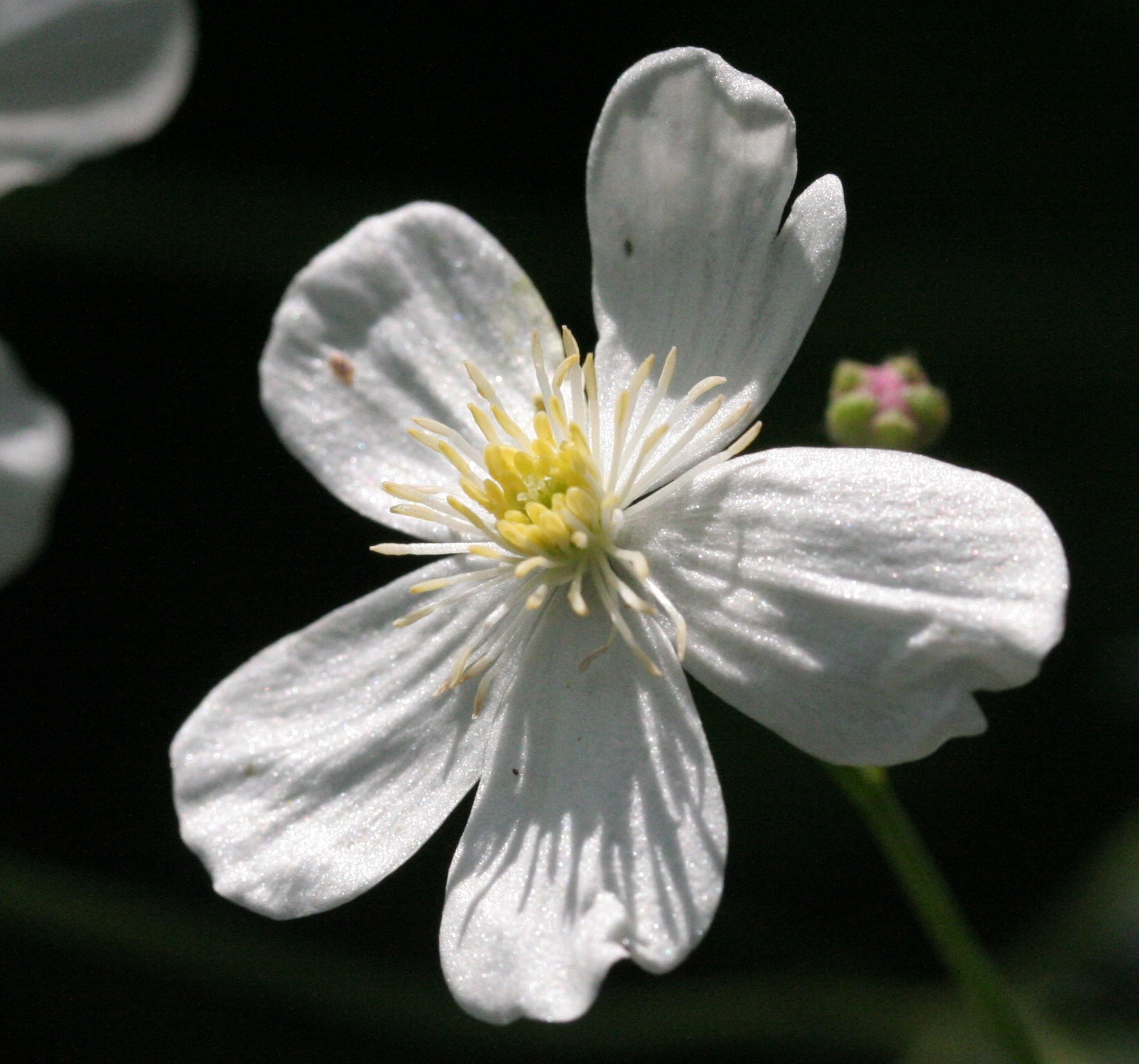
Blüte im Detail

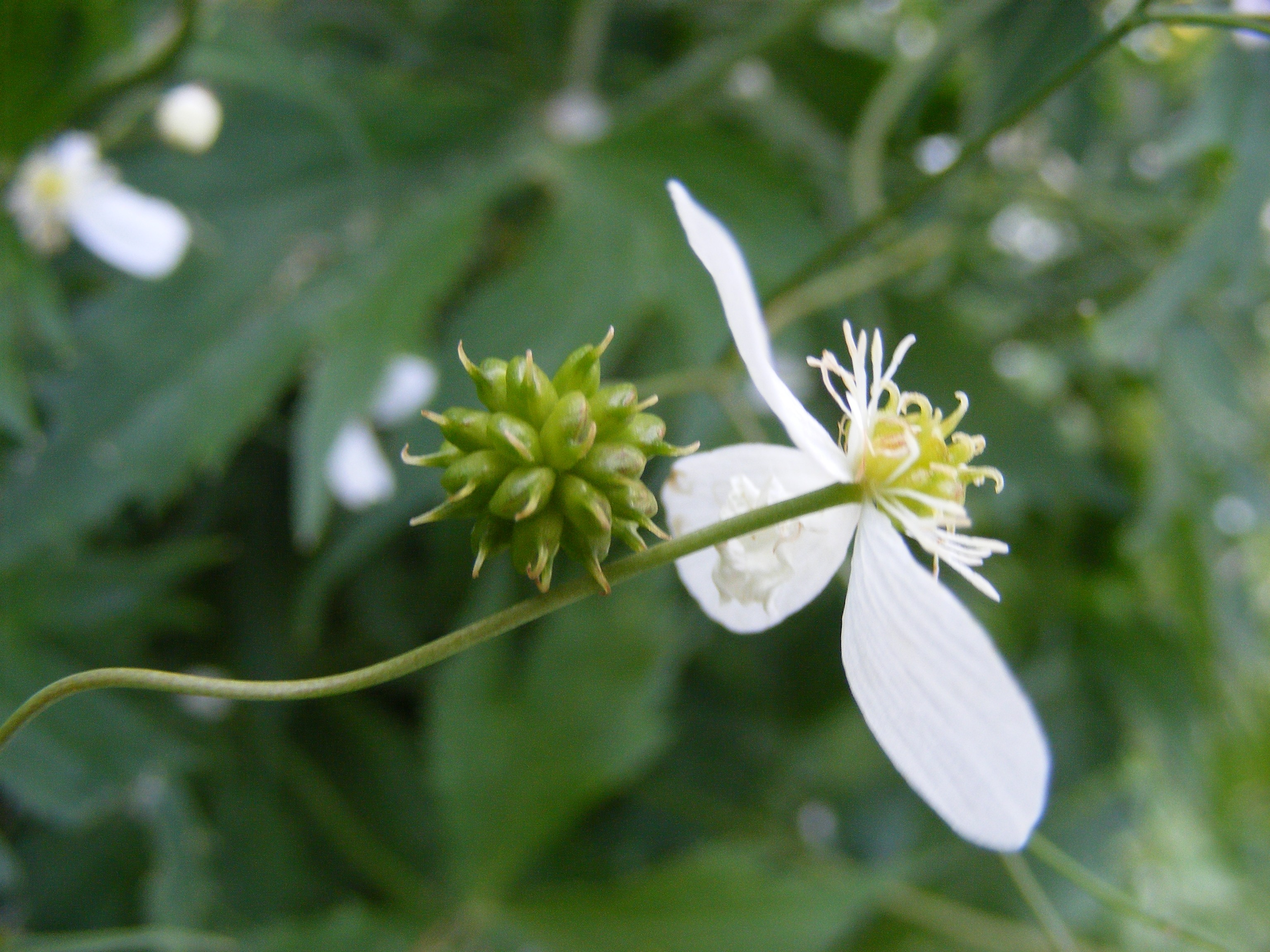
Blüte und Sammelfrucht mit Nüsschen

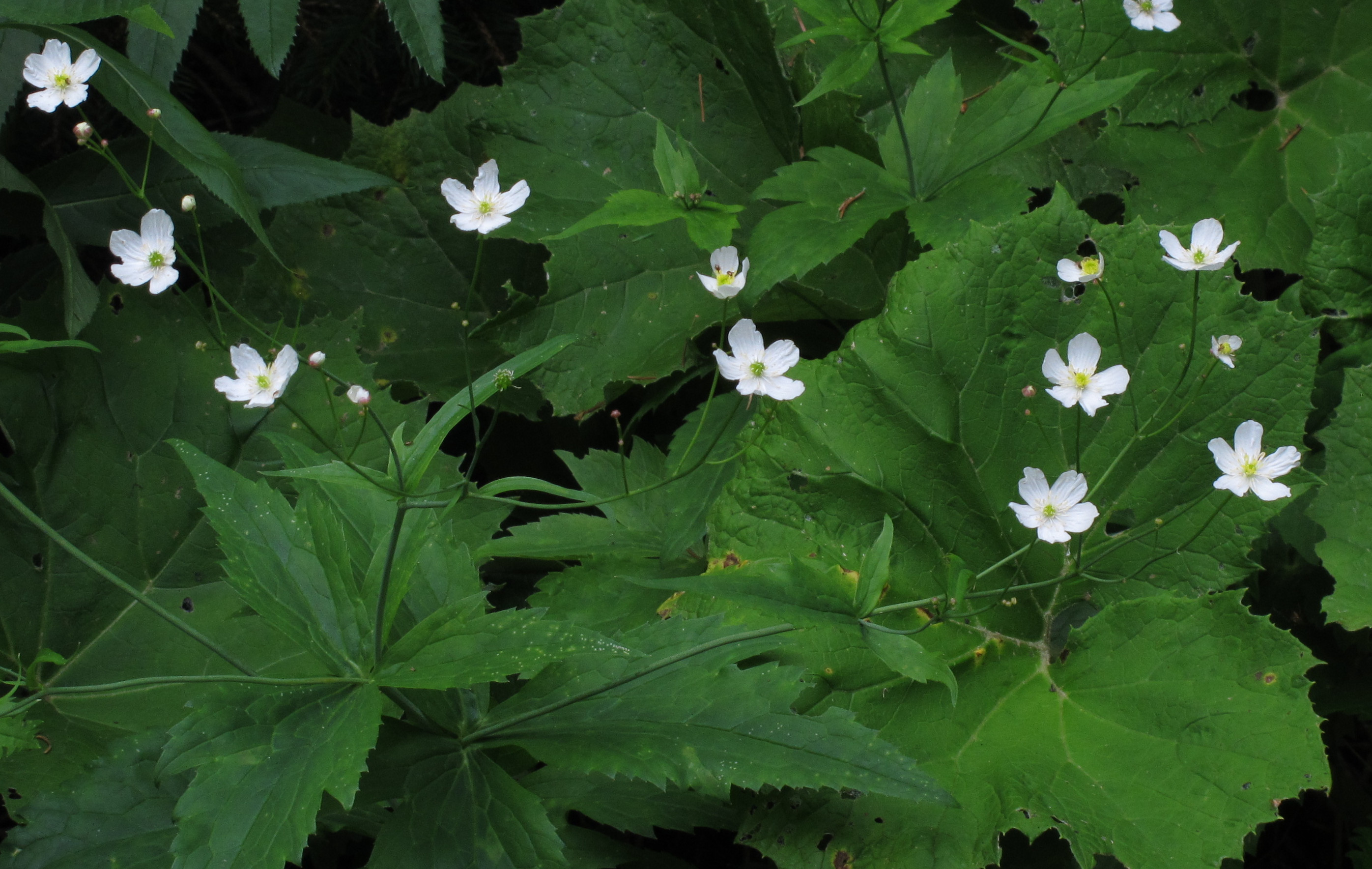
Blätter und Blütenstand

### Erscheinungsbild und Blatt
Der Platanen-Hahnenfuß wächst als sommergrüne, ausdauernde krautige Pflanze und erreicht Wuchshöhen von meist 50 bis 70 (20 bis 130) Zentimetern. Als Überdauerungsorgan wird ein 4 bis 12 Zentimeter langes Rhizom gebildet. Der hohle, weiche, biegsame und meist kahle Stängel ist gespreizt abstehend verzweigt und zu den Blattansätzen hin stumpf kantig.
Die wechselständig angeordneten Laubblätter sind in Blattstiel und -spreite gegliedert. Der Blattstiel ist meist relativ lang. Die Blattspreite ist fünf- bis siebenteilig tief-gespalten bis -geschnitten (aber nicht bis zum Spreitengrund geteilt). Die Abschnitte der Stängelblätter sind schmal, die obersten meist ganzrandig. Der Mittelabschnitt ist an seiner Basis nicht frei.

### Blüte und Frucht
Die Blütezeit liegt am Beginn des Frühsommers und reicht von Mai bis Juli. Die Blütenstiele sind stets kahl, aufrecht bis aufrecht abstehend und vier- bis fünfmal so lang wie das Tragblatt.
Die zwittrige Blüte ist mit einem Durchmesser von 10 bis 22 Millimetern radiärsymmetrisch und fünfzählig mit doppelter Blütenhülle. Die fünf Blütenkronblätter sind weiß und 4 bis 12 Millimeter lang. Nektarien befinden sich an der Basis der Kronblätter. Die vielen gelben Staubblätter überragen die vielen freien Griffel.
In einer Sammelnussfrucht befinden sich viele Nüsschen. Die reifen Nüsschen sind bei einer Länge von 3 bis 5 Millimetern, einer Breite von 2,4 bis 3,9 Millimetern sowie einer Dicke von 1,3 bis 1,9 Millimetern fast kugelig, etwas aufgeblasen und geschnäbelt.

### Chromosomensatz
Die Chromosomengrundzahl beträgt x = 8; es liegt Diploidie, also eine Chromosomenzahl von 2n = 16.

## Ähnliche Art
Der Platanen-Hahnenfuß ähnelt im Aussehen dem Eisenhutblättrigen Hahnenfuß und kann mit diesem leicht verwechselt werden. Jedoch ist beim Platanen-Hahnenfuß der Mittel-Abschnitt der Blätter mit den seitlichen Abschnitten verbunden, beim Eisenhutblättrigen Hahnenfuß sind sie jedoch bis zum Grund getrennt.

## Ökologie
Der Platanen-Hahnenfuß ist ein hygromorpher, mesomorpher Hemikryptophyt und eine Halbrosettenpflanze.
Blütenökologisch handelt es sich um homogame bis vormännliche „Nektar führende Scheibenblumen“, mit halbverborgenem Nektar, mit einem reichlichen Angebot an Pollen. Die Bestäubung erfolgt durch Insekten (typische Bestäuber sind Schwebfliegen (Syrphidae), Bienen, Falter) und durch Selbstbestäubung.
Die Fruchtreife reicht von Juli bis Oktober. Die Ausbreitung der Diasporen, es sind die Nüsschen, erfolgt durch den Wind, als Ballonflieger, oder durch Klettausbreitung.
Es handelt sich um einen Kältekeimer.

## Vorkommen und Gefährdung
Der Platanen-Hahnenfuß ist eine europäische Gebirgspflanze. Sie kommt in den Pyrenäen, in mittelfranzösischen und  deutschen Gebirgen, im südwestlichen Skandinavien, im Jura, in den Vogesen, den Alpen, auf Korsika, Sardinien, im Apennin, in den Karpaten, in den Gebirgen der Balkanhalbinsel vor. Er ist vom nördlichen Südeuropa bis ins nördliche Norwegen verbreitet. Es gibt Fundorte von Spanien über Frankreich inklusive Korsika und Sardinien, Italien, westliches Norwegen, Schweden, Belgien, Österreich, Deutschland, Schweiz, Polen, Ukraine, frühere Tschechoslowakei, früheres Jugoslawien, Bulgarien, Rumänien, Albanien bis Griechenland.
Der Platanen-Hahnenfuß kommt in Deutschland sehr zerstreut und lokal in den Mittelgebirgen: südlicher Schwarzwald, Schwäbische Alb, Alpen, südlicher Bayerischer Wald, Mainbecken, Hochsauerland, Harz, Hunsrück, Eifel, Thüringer Wald sowie Erzgebirge vor. In den anderen Gebieten Deutschlands gibt es nur wenige Einzelfunde. Er gedeiht in Deutschland in den Pflanzengesellschaften: alpin-montane Hochstauden- und Reitgras-Gesellschaften Klasse Stellario nemorum-Geranietea sylvatici, subalpin-alpine Grünerlen- und Weidengebüsche Klasse Betulo carpaticae-Alnetea viridis, Kreuzdorn-Schlehen-Gebüsche Klasse Rhamno-Prunetea spinosae sowie Mesophile, sommergrüne Laubmischwälder Klasse Carpino-Fagetea.
In der Roten Liste der gefährdeten Pflanzenarten Deutschlands von 1996 gilt der Platanen-Hahnenfuß als nicht gefährdet. In den deutschen Bundesländern ist er in Baden-Württemberg in der Vorwarnliste; in Bayern, Hessen, Rheinland-Pfalz sowie Thüringen ist er nicht gefährdet; in Niedersachsen ist er potentiell gefährdet; in Nordrhein-Westfalen, Saarland, Sachsen sowie Sachsen-Anhalt gilt er als gefährdet.
Der Platanen-Hahnenfuß kommt in Österreich zerstreut bis häufig besonders über kalkhaltigem Untergrund in Schluchtwäldern und Hochstaudenfluren in der obermontanen bis subalpinen Höhenstufe vor. Sie fehlt in Burgenland und Wien. Der Platanen-Hahnenfuß vikariiert mit dem  Eisenhutblättrigen Hahnenfuß, der an ähnlichen Standorten, aber über Silikatgestein vorkommt.
In den Allgäuer Alpen steigt er am Muttelberg in Vorarlberg bis in eine Höhenlage von 1950 Metern und im Unterengadin steigt er bis in eine Höhenlage von 2050 Metern auf.
In der Schweiz gedeiht der Platanen-Hahnenfuß in Hochstaudenfluren, feuchten Wäldern und Gebüschen in der selten montanen, meist subalpinen Höhenstufe. Er kommt im Aargau (dort ist er vollständig geschützt), im Jura sowie im Mittelland am Alpenrand vor. In den meisten Gebieten der Schweiz gilt er als nicht gefährdet.
Die ökologischen Zeigerwerte nach Landolt et al. 2010 sind in der Schweiz: Feuchtezahl F = 3w (mäßig feucht aber mäßig wechselnd), Lichtzahl L = 2 (schattig), Reaktionszahl R = 3 (schwach sauer bis neutral), Temperaturzahl T = 2+ (unter-subalpin und ober-montan), Nährstoffzahl N = 3 (mäßig nährstoffarm bis mäßig nährstoffreich), Kontinentalitätszahl K = 3 (subozeanisch bis subkontinental).

## Systematik
Die Erstveröffentlichung von Ranunculus platanifolius erfolgte 1767 durch Carl von Linné in Mantissa Plantarum, S. 79. Das Artepitheton platanifolius bedeutet platanenblättrig. Synonyme für Ranunculus platanifolius L. sind: Ranunculus dealbatus Lapeyr., Hecatonia platanifolia (L.) Schur, Ranula platanifolia (L.) Fourr., Ranunculus aconitifolius var. platanifolius (L.) DC., Ranunculus aconitifolius var. dealbatus (Lapeyr.) DC., Ranunculus aconitifolius var. dealbatus P.Fourn., Ranunculus aconitifolius subsp. platanifolius (L.) Berher.
Ranunculus platanifolius gehört zur Sektion Aconitifolii aus der Untergattung Ranunculus innerhalb der Gattung Ranunculus.

## Nutzung
Der Platanen-Hahnenfuß wird selten als Zierpflanze für Staudenbeete und Gehölzgruppen in Parks und Gärten in den gemäßigten Gebieten genutzt. Die Sorte 'Flore Peno' besitzt gefüllte Blüten.